# Calcul concurent
Calculul concurent este o formă de calcul în care câteva calculări sunt executate concurent — în perioade de timp suprapuse — în loc de ordinea secvențială — cu una completându-se înainte de startul următoarei.